# オランダ美術史研究所

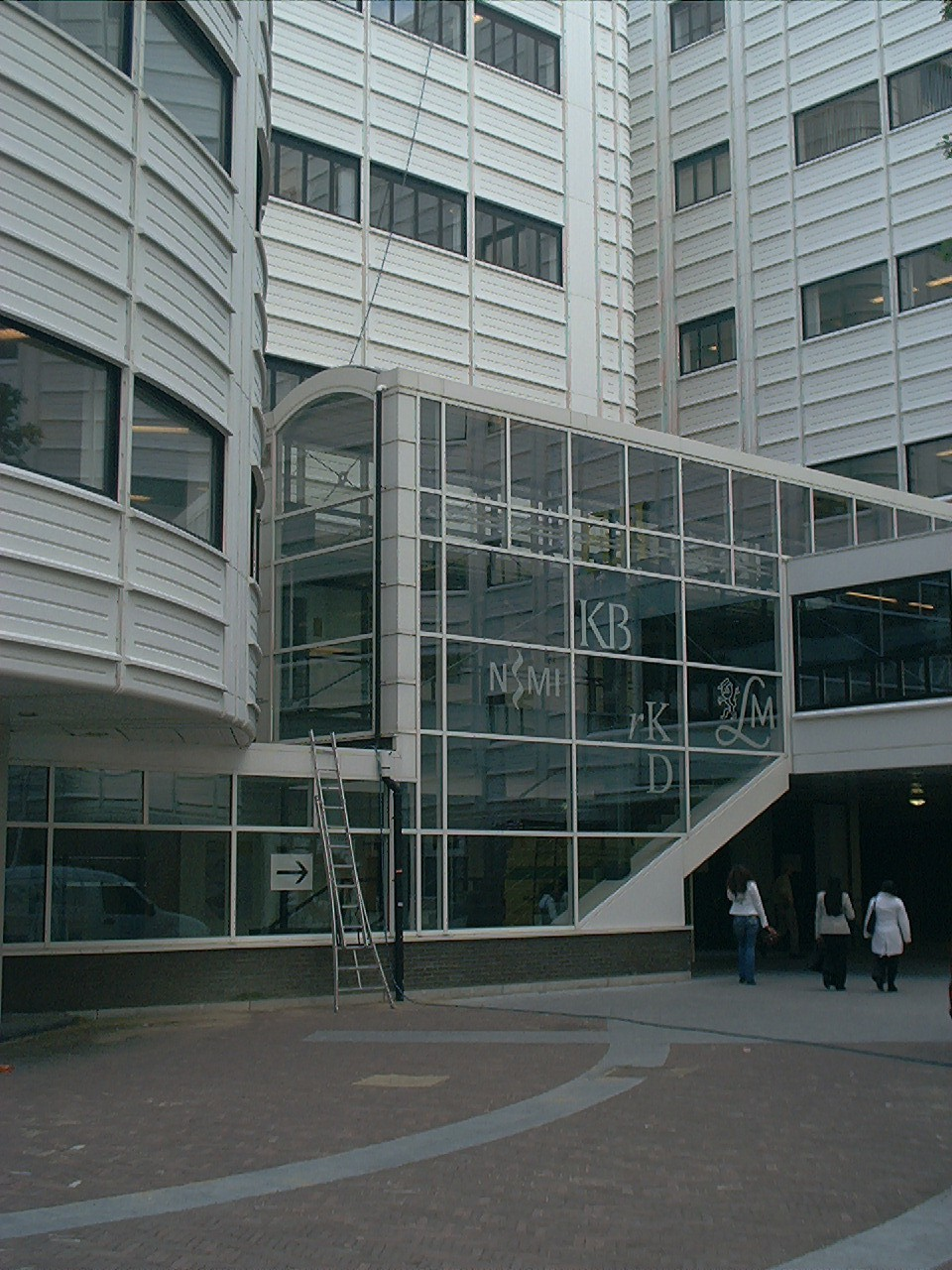
窓ガラスを飾る各団体のロゴ。同じ建物にRKDのほか文化学術施設が集まる。(所在地はデン・ハーグ中央駅近辺)

オランダ美術史研究所 (RKD) (オランダびじゅつしけんきゅうじょ 蘭：RKD-Nederlands Instituut voor Kunstgeschiedenis) はハーグにある世界最大の美術史研究機関の本拠地で、オランダの巨匠を対象に芸術を研究し、収集と分類により利用に供することを活動の趣旨とする。西洋美術に関する中世後期から現代までの文書類、公文書および書籍を専門に収集する。すべて一般公開し、その多くはデジタル化してウェブサイトで提供している。
データベースを利用すると過去数百年の多くの芸術家を検索し、資料を介して経歴にふれることができる。図書館には収蔵資料45万件がそろい、そのうち15万件前後は売立 (うりたて) 記録である。雑誌約3千点には現在も流通する600件が含まれる。内容はオランダ語の資料が大部分を占め、標準のデータ記録は英語併記で、図書館書誌と著名な作品の画像にリンクを張ってある。
美術建築類語辞典はカリフォルニア州ロサンゼルスのゲティ研究所の監修で作成され、RKD はこの類語辞典のオランダ語版を管理する。

## 沿革
コレクションは美術史家で大がかりなコレクションで知られるフリッツ・ルクトから版画と絵画を、また学芸員を務め美術品蒐集家で美術史家のコルネリス・ホフステーデ・デ・フロート（1863年–1930年) の旧蔵品が基盤となり、美術館と図書館の資料収集が始まった。現在はオランダ国立図書館が収蔵する。

## オープンアクセスのウェブサイト
収蔵資料全点の電子化の達成には至らないものの、メタデータはすでにオンラインで公開する。また検索にはオランダ語のほか英語が利用可能。

### 美術家ページ
作家データベースはRKDartists と呼ばれ、作品単位でレコード番号を割り当てる。直接、作家ページを参照するにはURLの rkd.nl/en/explore/artists/ を使用し、たとえばサルバドール・ダリであれば上記の末尾に美術家レコード番号「19752」を続けると、RKD作家ページにリンクできる。

### 作品ページ
RKDimagesという画像データベースでは作品ごとにレコード番号を割り当てる。作品ページを直接参照するには、URLの rkd.nl/en/explore/images/ 末尾に続けて作品のレコード番号を記入する。たとえば絵画『夜警』の作品レコード番号「3063」を入力すると、RKD作品ページへのリンクが書ける。

### 美術専門用語事典
この機関がオランダ語版の管理を引き受ける美術建築類語辞典は独立の機能として用語ごとにレコードを割り当ててあるが、作家・作品データベースとは異なり、オンラインで直接、レコード番号経由で用語を参照することはできない。用語検索ならむしろ、作品データベースを利用するとよい。たとえば『夜警』の主題「民兵」をキーワードに検索子Militia painting（英語）もしくはalgemene trefwoord （オランダ語）を使うと、適合するすべてのレコードが表示される。
通常、類語辞典とは一般的な用語を集めたもので、RKDの場合はその基本に加えて作品の解説を補助する形式の異なるデータベースも備わり、これを聖書の主題を中心にした「図像学コード」データベース (iconclass) と呼ぶ。図像学コード「71E1232」を特殊な検索用語として入力すると、「ミリアムの舞踏」を描いた作品すべての画像を探すことができる。

## 出版物
発行年順
- RKD: Netherlands Institute for Art History (1968). Decimal Index of the Art of the Low Countries, D.i.a.l: Abridged Edition of the Iconclass System. RKD.
- Willigen, Adriaan van der; Meijer, Fred G. (2003) A dictionary of Dutch and Flemish still-life painters working in oils, 1525-1725. Primavera Press, Netherlands Institute for Art History (RKD). ISBN 9074310850. NCID BA8711564X.
- Jonkman, Mayken; Geudeker, Eva; Barrett, Brian D.; Teylers Museum; Museum Het Valkhof (Nijmegen). (2010) Mythen van het atelier : werkplaats en schilderpraktijk van de negentiende-eeuwse Nederlandse kunstenaar. d'Jonge Hond, RKD. ISBN 9789089102065. NCID BB06564826.　展示図録。(ハールレム・タイラーズ博物館、2010年9月18日-2011年1月9日。ナイメーヘン・バルホフ博物館、2011年2月11日-同年5月8日。)
- Craft-Giepmans, Sabine (Sabine E.); Vries, Annette de; Dordrechts Museum. (2012) Portret in de Nederlandse kunst 1550-2012. Thoth, RKD, Dordrechts Museum. ISBN 9789068686135. NCID BB11565883.  展示図録。(ドルドレヒト美術館、2012年12月9日-2013年4月7日。Rudi Ekkart に寄せて出版。)
- Bleyerveld, Yvonne; Geerts, Ton; Stolwijk, Chris. (2018) Treasures of the RKD : Netherlands Institute for Art History. RKD.
- Ainsworth, Maryan Wynn; Laemers, Suzanne. (2014) Jan Gossart's trip to Rome and his route to Paragone.  (Hofstede de Groot lezing, 3). ISBN 9789071929045. RKD. NCID BB1874762X.　ヤン・ホッサールトのイタリア旅行について。
- Jonkman, Mayken; Rijksmuseum Vincent van Gogh; Musée du Petit Palais (Paris, France). (2017) The Dutch in Paris 1789-1914 : Van Spaendonck, Scheffer, Jongkind, Maris, Kaemmerer, Breitner, Van Gogh, Van Dongen, Mondrian. Thoth, Van Gogh Museum, RKD, Petit Palais, Musée des Beaux-Arts de la Ville de Paris. ISBN 9789068687422. NCID BB25701447.　展示図録。アムステルダム・ゴッホ美術館、2017年10月13日-2018年1月7日。パリ・プティ・パレ、2018年2月6日-5月13日。)

定期刊行物
- RKD Bulletin（オランダ語）
- Hofstede de Groot lezing = Hofstede de Groot lecture. （オランダ語）（英語）NCID BB18747404.

### 注
1. ↑  同じ建物に同居する文化施設はオランダ王立図書館（オランダ語版、英語版）(LM)、ホイヘンス・オランダ歴史研究所 Huygens ING (英語版)、オランダ音楽院 Netherlands Music Institute (NMI)、オランダ文学博物館 (en)（オランダ語）。
2. ↑  旧約聖書に記された女預言者のエピソード。モーセとともにエジプトを逃れた紅海の対岸で、追手を振り切った喜びにモーセの姉ミリアムは女性たちの音頭を取って踊り、歌で神を賛美する (『出エジプト記』15:20-21)。